# Debi Thomas
Debra Janine „Debi“ Thomas (* 25. März 1967 in Poughkeepsie, New York) ist eine ehemalige US-amerikanische Eiskunstläuferin, die im Einzellauf startete. Sie ist die Weltmeisterin von 1986.
Thomas lief ab 1983 für den Los Angeles Figure Skating Club und wurde von Alex McGowan trainiert. Sie war die erste dunkelhäutige Eiskunstläuferin, die es in die Weltspitze schaffte. 1985 wurde sie Zweite bei den nationalen Meisterschaften hinter Tiffany Chin und bestritt in Tokio ihre erste Weltmeisterschaft, bei der sie prompt den fünften Platz belegte. Bereits ein Jahr später wurde sie US-amerikanische Meisterin und in Genf Weltmeisterin vor Katarina Witt. Zu dieser Zeit studierte sie noch Vollzeit, wie zuletzt ihre Landsfrau Tenley Albright bei ihrem Weltmeisterschaftsgewinn in den 1950er Jahren. 1987 hatte Thomas mit Sehnenentzündungen in beiden Knöcheln zu kämpfen. Bei den nationalen Meisterschaften reichte es jedoch zum zweiten Platz hinter Jill Trenary und bei der Weltmeisterschaft in Cincinnati zum zweiten Platz hinter Witt.
1988 siegte sie bei den nationalen Meisterschaften und ging so in die Olympischen Spiele in Calgary. Dort erwartete die Öffentlichkeit den Kampf um Gold zwischen Katarina Witt und Debi Thomas, unter der Schlagzeile „Battle of the Carmens“ (Schlacht der Carmens), weil beide für die Kür Bizets Carmen ausgewählt hatten. Thomas zeigte starke Leistungen in der Pflicht wie auch im Kurzprogramm und ging als Beste in die Kür. Diese misslang ihr jedoch und so reichte es am Ende nur zu Bronze hinter Witt und der Kanadierin Elizabeth Manley.
Bei der Weltmeisterschaft in Budapest wiederholte sich dieses Resultat wenig später. Danach beendete Thomas ihre Amateurkarriere.
Thomas nahm nach ihrer Wettkampfkarriere ihr Medizinstudium wieder auf und lief nur kurz bei den Profis, um sich das Studium zu finanzieren. 1991 graduierte sie in Stanford und 1997 an der Northwestern Medical School. Sie arbeitet als orthopädische Chirurgin.
1988 heiratete Thomas ihren Studienkollegen Brian Hogen. Die Ehe wurde geschieden. 1996 heiratete sie den früheren Footballspieler Chris Bequette, ein Jahr später wurde ihr gemeinsamer Sohn geboren.
2010 verließ sie ihren Mann und ihren Sohn und eröffnete eine orthopädische Praxis in Richlands. 2014 meldete Thomas Privatinsolvenz an und ihre Zulassung als Ärztin lief aus. Sie lebte nach Angaben der Washington Post 2016 mit ihrem Verlobten bei Richlands in einem Wohnwagen.

## Ergebnisse
| Wettbewerb / Jahr                | 1983 | 1984 | 1985 | 1986 | 1987 | 1988 |
| -------------------------------- | ---- | ---- | ---- | ---- | ---- | ---- |
| Olympische Winterspiele          |      |      |      |      |      | 3.   |
| Weltmeisterschaften              |      |      | 5.   | 1.   | 2.   | 3.   |
| US-amerikanische Meisterschaften | 13.  | 6.   | 2.   | 1.   | 2.   | 1.   |